# ویتره کارپاتچو
ویتره کارپاتچو (به ایتالیایی: Vittore Carpaccio) (زاده ۱۴۶۵ - درگذشته ۱۵۲۵) نقاش اهل ایتالیا و پیرو مکتب ونیز بود. زندگی قدیسه اورسالا (۱۴۹۰-۱۴۹۵) از آثار اوست. او تخیلی قوی در داستان‌پردازی داشت.

## نگارخانه

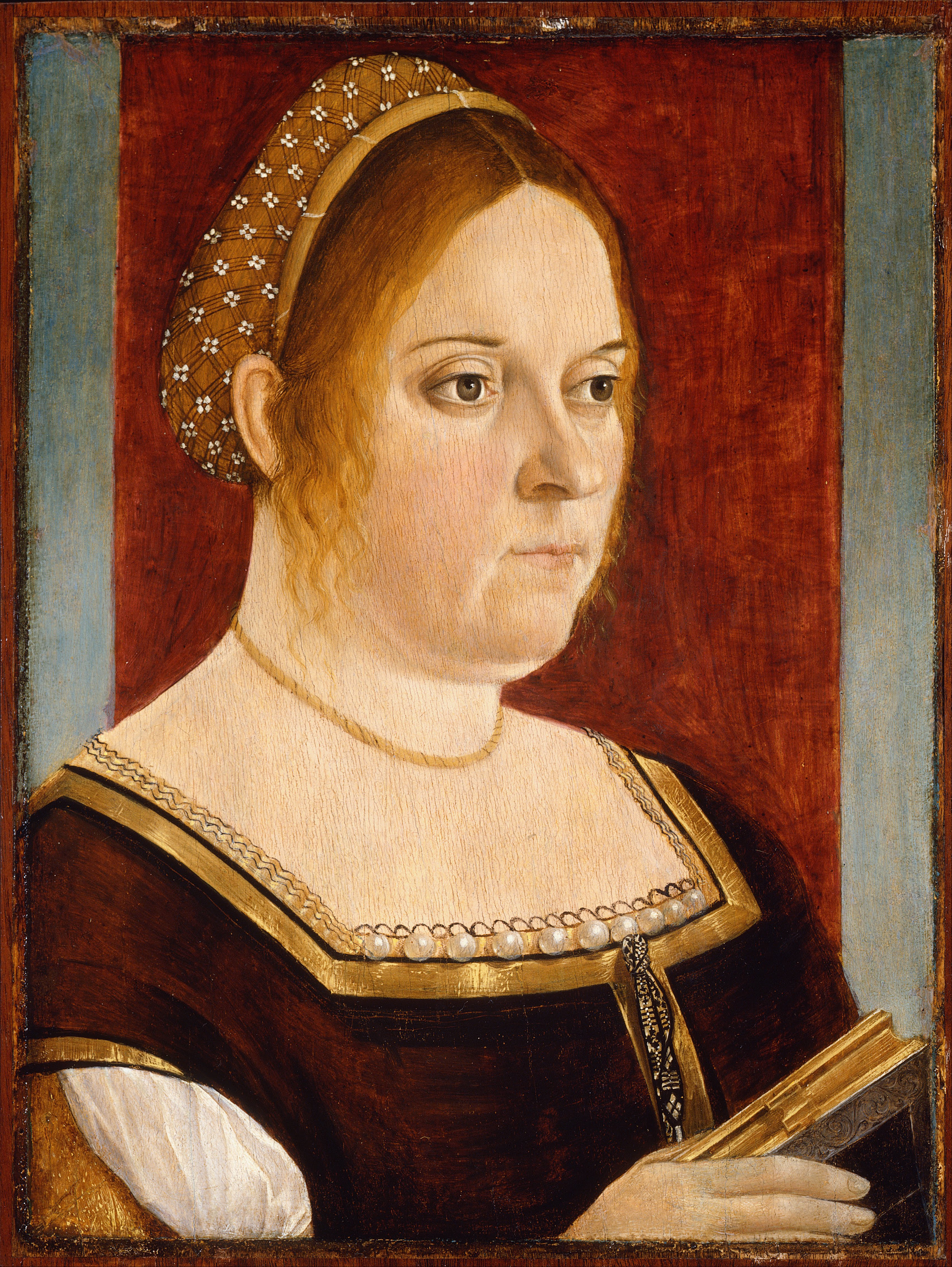
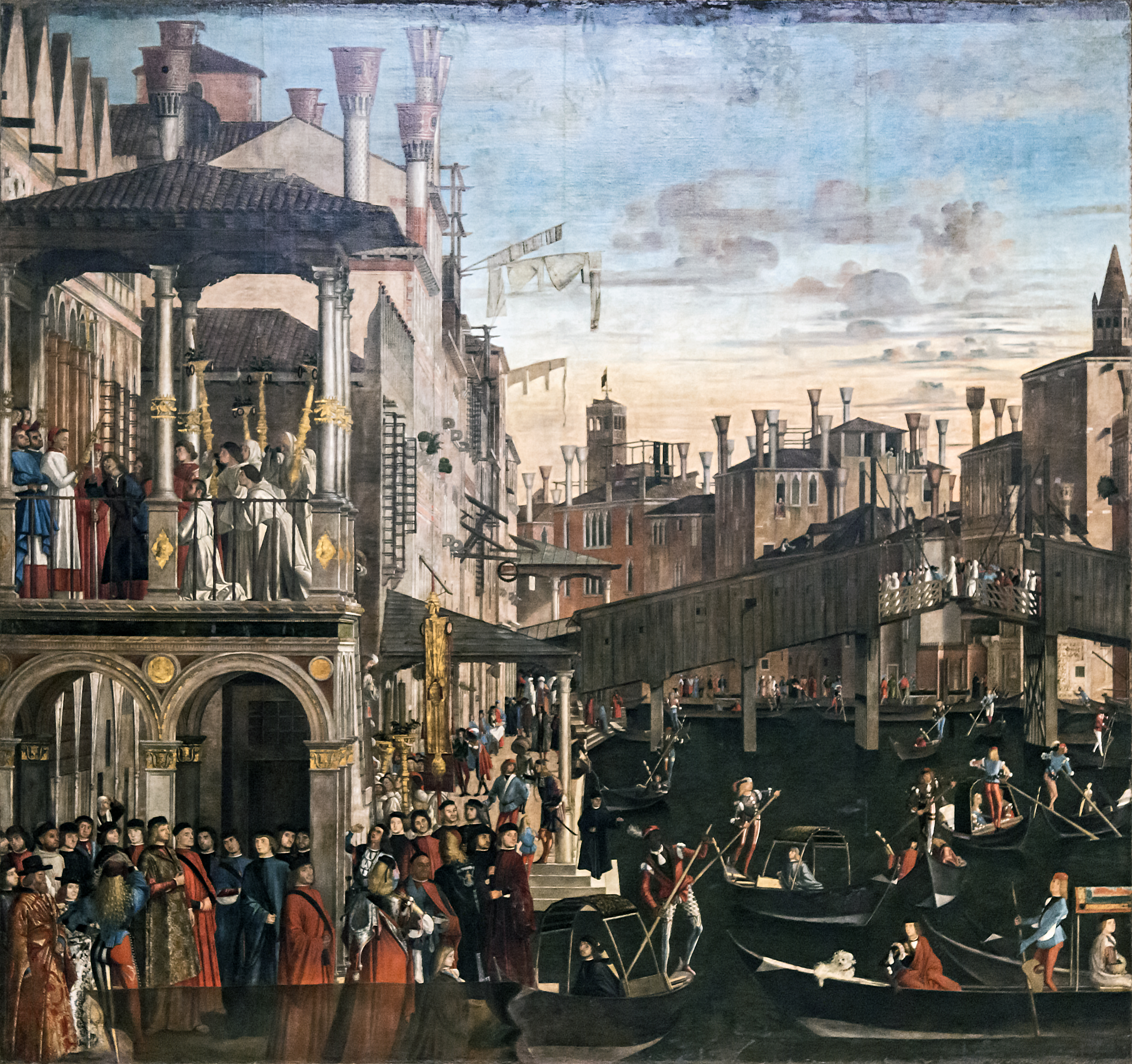